# محوطه که نی پهن
محوطه که نی پهن مربوط به دوره اشکانیان - دوره ساسانیان است و در شهرستان کرمانشاه، بخش ماهیدشت، دهستان چغا نرگس، شرق چشمه که نی پهن، بین روستاهای سه چغا و ده باغ واقع شده و این اثر در تاریخ ۷ اسفند ۱۳۸۶ با شمارهٔ ثبت ۲۱۷۳۹ به‌عنوان یکی از آثار ملی ایران به ثبت رسیده است.